# フェルミ国立加速器研究所
座標: 北緯41度49分55秒 西経88度15分26秒 / 北緯41.83194度 西経88.25722度

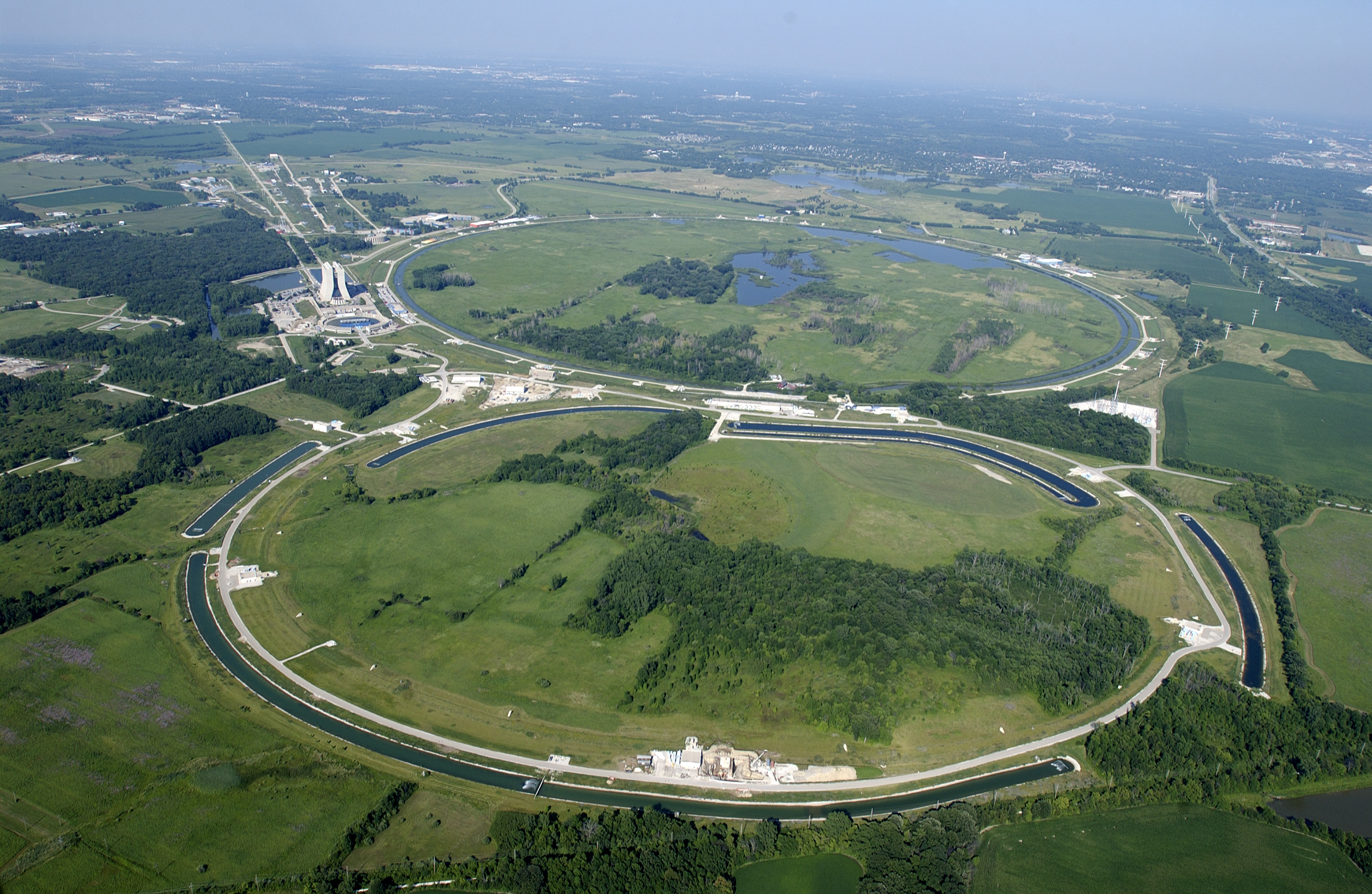
フェルミ研究所

フェルミ国立加速器研究所（フェルミこくりつかそくきけんきゅうじょ、英称：Fermi National Accelerator Laboratory、通称：フェルミ研究所、Fermilab、FNAL）は、アメリカ合衆国イリノイ州シカゴ近郊バタヴィアにある米国エネルギー省の国立高エネルギー物理学研究所。
超伝導磁石を用いた大型（直径約2km、磁場の最大強さ2テスラ）の陽子・反陽子衝突型加速器テバトロン (Tevatron) を有し、トップクォークの検出に成功したことでも有名。
研究所の名前は、「原子炉の父」こと原子物理学者エンリコ・フェルミに由来する。